# میک اش
میک اش (انگلیسی: Mick Ash؛ زادهٔ ۴ سپتامبر ۱۹۴۳) بازیکن فوتبال اهل بریتانیا است.
از باشگاه‌هایی که در آن بازی کرده‌است می‌توان به باشگاه فوتبال اسکانتورپ یونایتد و باشگاه فوتبال شفیلد یونایتد اشاره کرد.